# Jeroen van der Boom
Pour les articles homonymes, voir van der Boom.
Jeroen van der Boom, né le 22 juin 1972 à Nimègue, est un chanteur néerlandais.
Il est membre du groupe De Toppers, participants au concours Eurovision de la chanson 2009.

## Discographie
- Jij bent zo (2007)
- Verder (2009)